# Čakovec
Čakovec (Duits: Csakathurn of Tschakathurn; Hongaars: Csáktornya; Latijn: Aquama) is een stad in het noorden van Kroatië en de hoofdstad van de provincie Međimurje. De stad telt zo'n 27.000 inwoners, voornamelijk rooms-katholieke Kroaten, maar ook Roma, Serven en Slovenen.

## Geschiedenis
Reeds tijdens de Romeinse tijd werd de plaats waar nu Čakovec ligt gebruikt als Romeinse legerpost. De naam van het dorp komt van Dimitrius Csáky, die in het begin van de 13de eeuw een vesting bouwde die later "Csáks Toren" zou gaan heten (de Hongaarse naam van de stad is letterlijk Csákstoren). In de officiële boeken is er pas sprake van deze plaats in 1333. De periode van grote economische en culturele groei begon rond 1547, toen Nikola Šubić Zrinski (Hongaars: Miklós Zrínyi) de eigenaar werd van de regio. In 1738 werd de stad verwoest door een aardbeving en in 1741 nogmaals door een grote brand, in 1880 werd de stad nogmaals getroffen door een aardbeving. In 1848 verklaarde Josip Jelačić Čakovec bevrijd van de Hongaren en voegde het toe aan Kroatië. Niettemin zou de stad nog tot 1920 Hongaars blijven. In 1910 bestond de bevolking van 5213 inwoners uit 2433 Hongaren (46,7%), 2404 Croaten (46,1%) en 251 Duitsers.
Reeds in 1893 kreeg de stad elektriciteit.
Door op 25 maart 1941 een verdrag met nazi-Duitsland te tekenen, werd Joegoslavië lid van de asmogendheden. Nog op 6 april van hetzelfde jaar werd het land aangevallen door dezelfde alliantie, en werd al snel veroverd. Tussen de oorlogsjaren 1941 en 1945 stond Čakovec wederom onder Hongaars bestuur. De plaats werd in 1945 door het Rode Leger bevrijd.

## Plaatsen in de gemeente
Čakovec, Ivanovec, Krištanovec, Kuršanec, Mačkovec, Mihovljan, Novo Selo na Dravi, Novo Selo Rok, Savska Ves, Slemenice, Šandorovec, Totovec en Žiškovec.

## Sport
Čakovec herbergt het SRC Mladost Stadion, een stadion met een capaciteit van ongeveer 8000 personen. De voetbalclub NK Međimurje Čakovec speelt in dit stadion. Ook wordt jaarlijks de Hanžeković Memorial, een internationale atletiekwedstrijd, gehouden in Čakovec.

## Geboren
- Robert Jarni (1968), voetballer
- Ladislav Legenstein (1926), tennisser
- Nikola Pokrivač (1985-2025), voetballer
- Dino Škvorc (1990), voetballer
- Miklós Zrínyi (1620-1664), militair, staatsman en dichter
- Lovro Zvonarek (2005), voetballer

Steden (gradovi): Čakovec · Mursko Središće · Prelog

Gemeenten (općine): Belica · Dekanovec · Domašinec · Donja Dubrava · Donji Kraljevec · Donji Vidovec · Goričan · Gornji Mihaljevec · Kotoriba · Mala Subotica · Nedelišće · Orehovica · Podturen · Pribislavec · Selnica · Strahoninec · Sveta Marija · Sveti Juraj na Bregu · Sveti Martin na Muri · Šenkovec · Štrigova · Vratišinec
Bjelovar · Čakovec · Dubrovnik · Gospić · Karlovac · Koprivnica · Krapina · Osijek · Pazin · Požega · Rijeka · Šibenik · Sisak · Slavonski Brod · Split · Varaždin · Virovitica · Vukovar · Zadar · Zagreb